# Деряжний Олександр Сергійович
Деря́жний Олекса́ндр Сергі́йович — український кінооператор.

## Біографія
Народився 30 квітня 1934 р. у Хабаровську в родині службовців. Закінчив Київський державний інститут театрального мистецтва ім. І. Карпенка-Карого (1972). 
Працював асистентом оператора і оператором Київської кіностудії ім. О. П. Довженка, оператором Харківської і Донецької студій телебачення. 
З 1973 р. — оператор студії «Укртелефільм».
Був членом Спілки кінематографістів України.
Помер 13 вересня 1991 р. в Києві. 
Нагороджений Почесною Грамотою Президії Верховної Ради Абхазії.

## Фільмографія
Зняв стрічки:
- «Фараони» (1964),
- «Співає Павло Кармалюк» (1965, у співавт.),
- «Андрій Сова»,
- «Чому посміхалися зорі» (1966),
- «Самодіяльність Дарниці» (у співавт.),
- «Філіпінки в Києві» (у співавт.),
- «Вовчиха» (1967, у співавт.),
- «У неділю рано зілля копала…»,
- «Лілі Іванова» (у співавт.),
- «Совість» (1968),
- «Японське вар'єте» (1968, у співавт.),
- «Десять днів авіації» (у співавт.),
- «Банкір» (1969, у співавт.),
- «Важкий колос» (1970, у співавт.),
- «Творення» (1970),
- «Адреса вашого дому» (1972, у співавт. з О. Мішуріним),
- «Автографи революції» (1974),
- «Хто за? Хто проти?» (1977),
- «Наталка Полтавка» (1978),
- «Пісня щастя» (1979, у співавт.),
- «В'язень Другої авеню» (1980, т/ф),
- «Земля моя — любов моя» (1980),
- «Дівчина і море» (1981, т/ф)
- «Говорить Москва» (1985, у співавт.) та ін.